# Konovalov (povestire)
„Konovalov” (în rusă Коновалов) este o povestire din 1897 a scriitorului rus Maxim Gorki.